# Остапенко, Илья Владимирович
Илья Владимирович Остапенко (укр. Ілля Володимирович Остапенко, позывной — Чивас; 13 декабря 1999, Харьков — 28 апреля 2024, Харьковская область) — украинский военнослужащий, солдат, участник российско-украинской войны. Герой Украины (2025, посмертно).

## Биография
С началом полномасштабного вторжения России в Украину в 2022 году Илья Остапенко добровольно вступил в Запорожскую территориальную оборону, а затем присоединился к 3-й отдельной штурмовой бригаде.
Во время боёв за Андреевку он организовал и лично участвовал в эвакуации около 40 раненых бойцов, продолжая выполнять боевые задачи. Кроме участия в боевых действиях, Илья занимался патриотическим воспитанием молодёжи в Сумской и Запорожской областях.
Погиб 28 апреля 2024 года в Харьковской области во время боевых действий в составе 3-й отдельной штурмовой бригады Вооружённых сил Украины.

## Награды
- Звание «Герой Украины» с удостоением ордена «Золотая Звезда» (5 мая 2025, посмертно) — за личное мужество и героизм, проявленные в защите государственного суверенитета и территориальной целостности Украины, верность военной присяге[1].
- Орден «За мужество» III степени (12 марта 2024, посмертно) — за личное мужество и самоотверженные действия, проявленные в защите государственного суверенитета и территориальной целостности Украины, верность военной присяге[2].